# Wireless USB
Wireless USB (WUSB, Certified Wireless USB) je v informatice technologie, která umožňuje bezdrátové spojení dvou zařízení stejně, jako pomocí rozhraní USB. V roce 2005 byla dokončena specifikace a v roce 2007 přišly na trh první výrobky.

## Použití
WUSB je koncipováno jako náhrada klasického drátového USB. Typickými připojovanými zařízeními jsou klávesnice, myš, fotoaparát, kamera, tiskárna, bezdrátové obrazovky, externí disky atd. WUSB je také používáno k jednoduchému sdílení tiskáren, které již nemusí mít klasické síťové rozhraní nebo být připojeny k tiskovému serveru. Tiskárna se s WUSB chová stejně, jako by byla připojena přes klasické USB přímo k PC.
WUSB není určeno k vytváření počítačových sítí (i když je to teoreticky možné).

## Přenos dat
Parametry přenosu jsou shodné s parametry standardní USB verze 2.0, ale datová propustnost záleží na vzdálenostech mezi komunikujícími zařízeními. Do 3 metrů rychlost dosahuje stejných přenosových rychlostí jako klasické USB, tedy teoreticky 480 Mbit/s (60 MB/s). Při vzdálenosti do 10 metrů potom pouze 110 Mbit/s (v optimálním prostředí). WUSG je navrženo, aby fungovalo ve frekvenčním rozsahu od 3,1 GHz do 10,6 GHz. Pomocí modulace OFDM se docílí vysokých přenosových rychlostí na krátkou vzdálenost, která se dá považovat za výhodu, protože tak velmi ztěžuje případné odposlouchávání přenášených dat. Přenos je zabezpečen pomocí šifrování AES-128/CCM. Stejně jako u WPA/PSK ve WiFi je zde možná autentizace pomocí před sdíleného klíče.
Fyzický přenos dat je postaven na bezdrátové platformě UWB, jejímž autorem je WiMedia Aliance. Stejnou technologii využívají i další standardy pro bezdrátový přenos dat (Bluetooth, WiNET, ZigBee).

## Možnosti propojení
WUSB nabízí stejný model komunikace jako standardní USB. Jeden bod funguje jako master (host, server, řídící zařízení), druhý jako klient. Master vždy řídí celou komunikaci a klient pouze odpovídá na požadavky. Jako master vystupuje počítač, klientem je připojovaná periferie (viz obr. vpravo).
Architektura WUSB umožňuje přímé připojení k masteru až pro 127 zařízení. Protože nejsou potřeba žádné dráty nebo porty, nejsou již dále třeba ani rozbočovací huby, což najde využití hlavně v malých kancelářích nebo domácnostech. Pro usnadnění přechodu z pevné do bezdrátové technologie představilo WUSB novou třídu – Device Wire Adapter (DWA), někdy označovanou jako „WUSB hub“. DWA umožňuje připojit stávající USB 2.0 zařízení k bezdrátovému WUSB pomocí klientské WUSB (viz obr. 1).
WUSB hostitelské schopnosti mohou být přidány do stávajících počítačů pomocí Wire Host Adapter (HWA). HWA je USB 2.0 zařízení, které se připojí externě na stolní PC nebo notebook pomocí USB portu nebo interně k notebooku rozhraním MiniCard. WUSB podporuje dual-role zařízení (DRDs), který navíc k tomu, že je WUSB, může fungovat jako master s omezenými schopnostmi. Například, digitální fotoaparát se bude chovat při připojení k PC jako USB disk a při připojení k tiskárně bude možnost fotografie přímo vytisknout.
Po stránce ovladačů se nemění nic, ty zůstávají stejné. Liší se pouze fyzický přenos dat. Systém tak nerozpozná, zda jde o zařízení připojené přes klasické USB nebo přes WUSB.

## Označení
Celým názvem bezdrátového USB je „Certified Wireless USB“. USB Implementers Forum stojící za propagací USB dbá na dodržování správného označení, kvůli výrobkům, které nesou stejná nebo podobná označení, ale které nesplňují specifikace. Například vedle Wireless USB a jim konkurujících CableFree USB (kteří stejných výsledků dosahují pouze jinými prostředky) jsou tu produkty, které výrobci označují podobně, ale pracují pouze na WiFi 802.11g (tedy pouze 54 Mbit/s teoretické rychlosti).
Seznam certifikovaných Wireless USB výrobků si můžete zobrazit na oficiálních stránkách USB Implementers Forum.